# Atanasi de Jerusalem
|  | Per a altres significats, vegeu «Atanasi». |

Atanasi (Jerusalem?, s. V - 451o 452) fou un diaca de Jerusalem, mort per haver defensat les decisions del Concili de Calcedònia. És venerat com a sant per l'Església catòlica.

## Biografia
Diaca a l'església de la Resurrecció o Basílica del Sant Sepulcre de Jerusalem. Durant el Concili de Calcedònia (451), el monjo Teodosi, suplantant el bisbe Juvenal de Jerusalem, va incitar el poble de Jerusalem a rebel·lar-se contra el concili. El mateix Teodosi es va erigir en cabdill dels eutiquians, heretges seguidors d'Eutiqui de Constantinoble que negaven l'existència de la naturalesa humana de Crist. Atanasi va recriminar públicament l'actitud de Teodosi per intentar dividir l'Església i va donar suport al concili.
Teodosi, enutjar, el va matar o el va fer matar, decapitant-lo.

## Veneració
Considerat màrtir per la fe, Atanasi no consta als sinaxaris ni llibres litúrgics ortodoxos. Al Martirologi romà fou introduït per Cesare Baronio, que en fixà el dies natalis el 5 de juliol.